# Schönau an der Brend
Schönau an der Brend é um município da Alemanha, situado no distrito de Rhön-Grabfeld, no estado da Baviera. Tem 15,58 km² de área, e sua população em 2019 foi estimada em 1.231 habitantes.